# 雪―あぁ世界は美しい
「雪―あぁ世界は美しい」（ゆき―あぁせかいはうつくしい）は、佐野元春の31作目のシングル。1989年12月9日にEPIC/SONY RECORDS / M's Factoryから発売された。

## 概要
アルバム『ナポレオンフィッシュと泳ぐ日』から3枚目のシングルカット。完全生産限定として「雪―あぁ世界は美しい」のビデオクリップを収録したβマックス盤とVHS盤を同梱したクリスマスギフトBOX仕様で発売された。
「雪―あぁ世界は美しい」は、オリジナルのアルバム・ヴァージョンではなく、本作用に曲の中間部を短く編集したヴァージョン。本作以外にも1990年発売のベスト・アルバム『Moto Singles 1980-1989』に収録。
カップリング曲は、1985年に発売された「聖なる夜に口笛吹いて」と『ナポレオンフィッシュと泳ぐ日』のシングルカットである「ふたりの理由」を収録されている。

## 収録曲
- 全作詞・作曲・編曲：佐野元春

1. 雪―あぁ世界は美しい
2. 聖なる夜に口笛吹いて
3. ふたりの理由